# Sidney (nome)
Sidney  è un nome proprio di persona inglese maschile e femminile.

## Varianti
- Maschili: Sydney[2]
  - Diminutivi: Sid[1], Syd[2]
- Femminili: Sydney[2], Cydney[2], Sydne[2], Sydnie[2], Sidnie

## Origine e diffusione
Deriva da un cognome inglese, proveniente a sua volta da diversi toponimi il cui significato è "ampia isola", dall'antico inglese sid, "ampio", e eg, "isola" (quest'ultimo elemento riscontrabile anche in Whitney e Lindsay). Secondo un'altra teoria deriva invece dal nome di una città in Normandia chiamata Saint Denis, mentre un'ulteriore interpretazione lo vede come un'abbreviazione irlandese di Sidonio. All'inizio venne usato come nome proprio in onore del politico Algernon Sidney; in Italia acquisì una certa notorietà grazie al politico Sidney Sonnino.
La forma Sydney era a sua volta un cognome, variante del già citato Sidney; venne usato nel 1788 per quella che sarebbe divenuta la più grande città australiana, Sydney, in onore di Thomas Townshend, primo visconte Sydney. Dagli anni 1990 l'uso è prevalentemente femminile.

## Onomastico
L'onomastico si può festeggiare il 10 dicembre, in memoria del beato Sidney Hodgson, martire nel 1591 a Tyburn, Londra.

## Persone

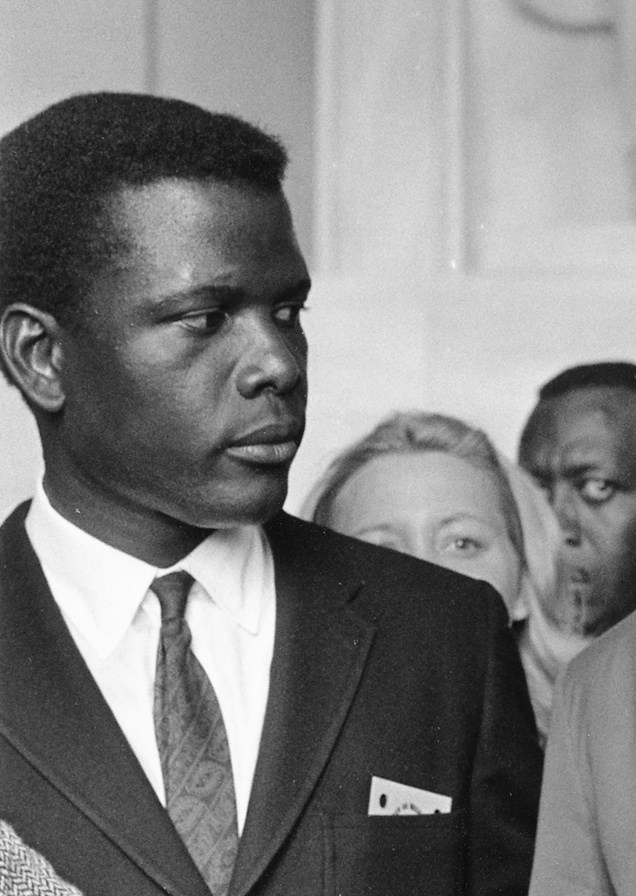
Sidney Poitier

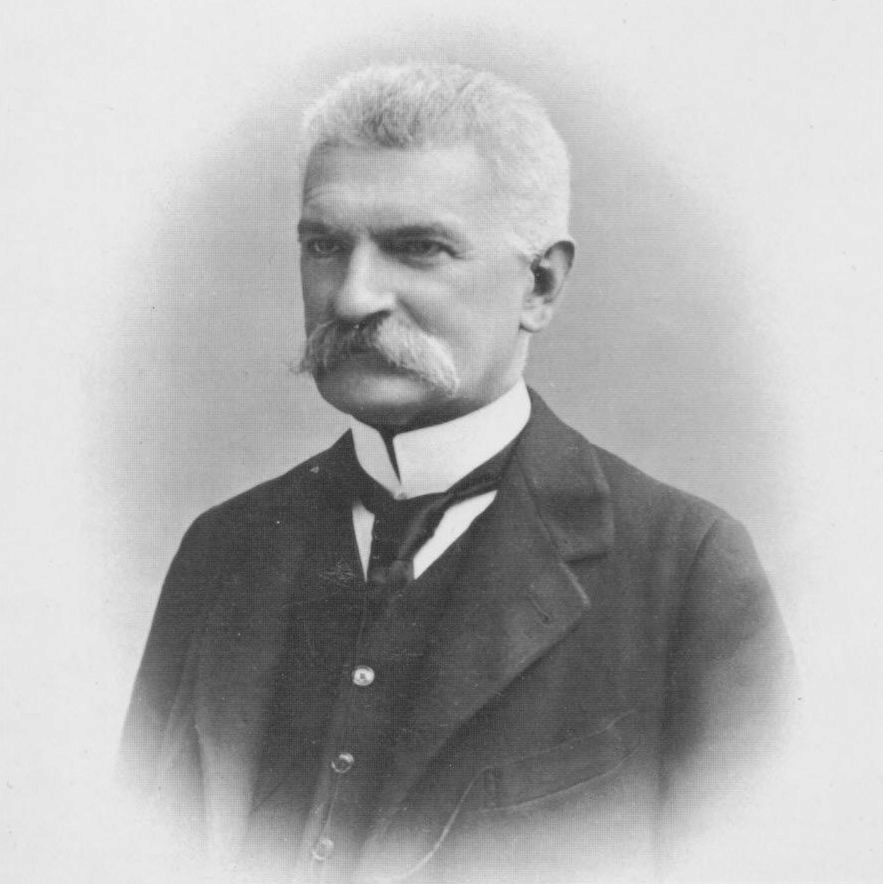
Sidney Sonnino

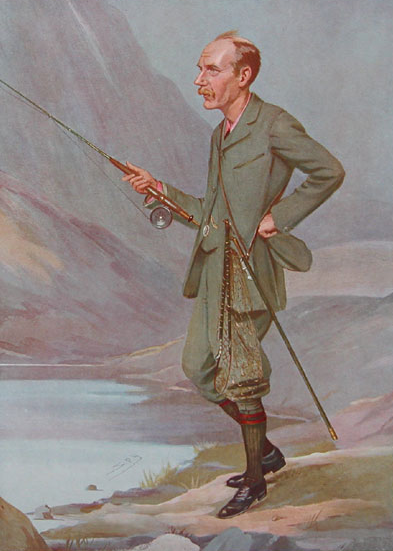
Sydney Buxton

### Femminile
- Sidney Spencer, cestista statunitense

### Maschile
- Sidney Altman, chimico statunitense
- Sidney Bechet, sassofonista, clarinettista e compositore statunitense
- Sidney Crosby, hockeista su ghiaccio canadese
- Sidney Franklin, regista, produttore cinematografico e attore statunitense
- Sidney Hook, filosofo statunitense
- Sidney Howard, scrittore, drammaturgo e sceneggiatore statunitense
- Sidney Lanier, poeta e musicista statunitense
- Sidney Lumet, regista, produttore cinematografico e sceneggiatore statunitense
- Sidney Olcott, produttore cinematografico, regista, attore e sceneggiatore canadese
- Sidney Poitier, attore e regista statunitense
- Sidney Rigdon, presbitero statunitense
- Sidney Sonnino, politico italiano
- Sidney James Webb, politico britannico

### Variante femminile Sydney
- Sydney Leroux, calciatrice statunitense
- Sydney McLaughlin, ostacolista statunitense
- Sydney Penny, attrice statunitense
- Sydney Tamiia Poitier, attrice statunitense
- Sydney Sweeney, attrice statunintense

### Altre varianti femminili
- Cydney Bernard, produttrice cinematografica statunitense
- Sidnie Milana Manton, zoologa britannica
- Sydne Rome, attrice statunitense

### Variante maschile Sydney

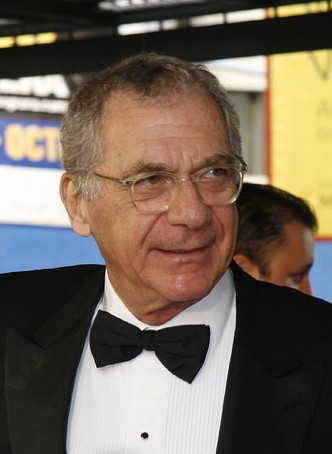
Sydney Pollack

- Sydney Brenner, biologo sudafricano
- Sydney Bromley, attore britannico
- Sydney Buxton, politico britannico
- Sydney Cann, allenatore di calcio e calciatore britannico
- Sidney Diamond, rapper neozelandese
- Sydney Earle Chaplin, attore statunitense
- Sydney Gibbes, insegnante britannico
- Sydney Greenstreet, attore britannico
- Sydney Jacob, tennista indiano naturalizzato britannico
- Sydney Johnson, cestista e allenatore di pallacanestro statunitense
- Sydney Jordan, autore di fumetti britannico
- Sydney Martineau, schermidore britannico
- Sydney Pollack, regista, attore e produttore cinematografico statunitense
- Sydney Possuelo, esploratore e attivista brasiliano
- Sydney Ringer, fisiologo e farmacologo britannico

### Variante maschile Sid
- Sid Atkinson, atleta sudafricano

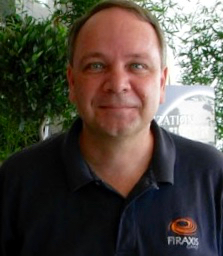
Sid Meier

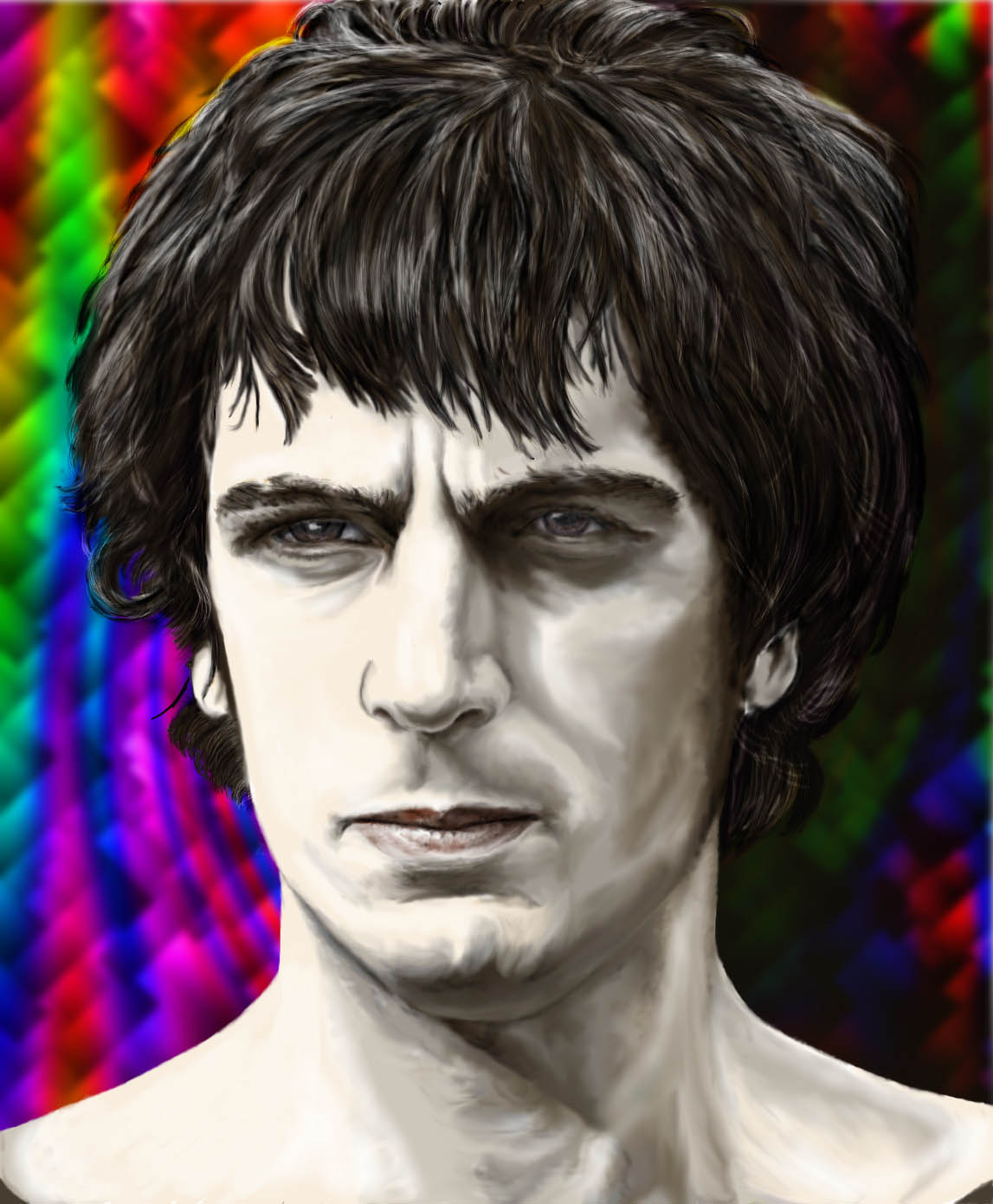
Syd Barrett

- Sid Caesar, attore, personaggio televisivo e musicista statunitense
- Sid Eudy, wrestler statunitense
- Sid Going, rugbista a 15 e allenatore di rugby neozelandese
- Sid Haig, attore statunitense
- Sid Jordan, attore statunitense
- Sid Kimpton, calciatore e allenatore di calcio britannico
- Sid Luckman, giocatore di football americano statunitense
- Sid Meier, autore di videogiochi e informatico statunitense
- Sid Tanenbaum, cestista statunitense
- Sid Vicious, bassista e cantante britannico
- Sid Wilson, disc jockey statunitense
- Sid Wyman, giocatore di poker statunitense

### Variante maschile Syd
- Syd Barrett, musicista, cantante e artista britannico
- Syd Mead, designer e disegnatore statunitense
- Syd Millar, rugbista a 15, allenatore di rugby, dirigente sportivo e uomo d'affari britannico
- Syd Owen, allenatore di calcio e calciatore britannico

## Il nome nelle arti
- Sid è un personaggio della serie di film L'era glaciale.
- Sydney Bristow è un personaggio della serie televisiva Alias.
- Sydney Fox è un personaggio della serie televisiva Relic Hunter.
- Sidney Prescott è un personaggio della serie televisiva Scream.
- Sydney White è un personaggio del film del 2007 Sydney White - Biancaneve al college, diretto da Joe Nussbaum.